# ショーティー

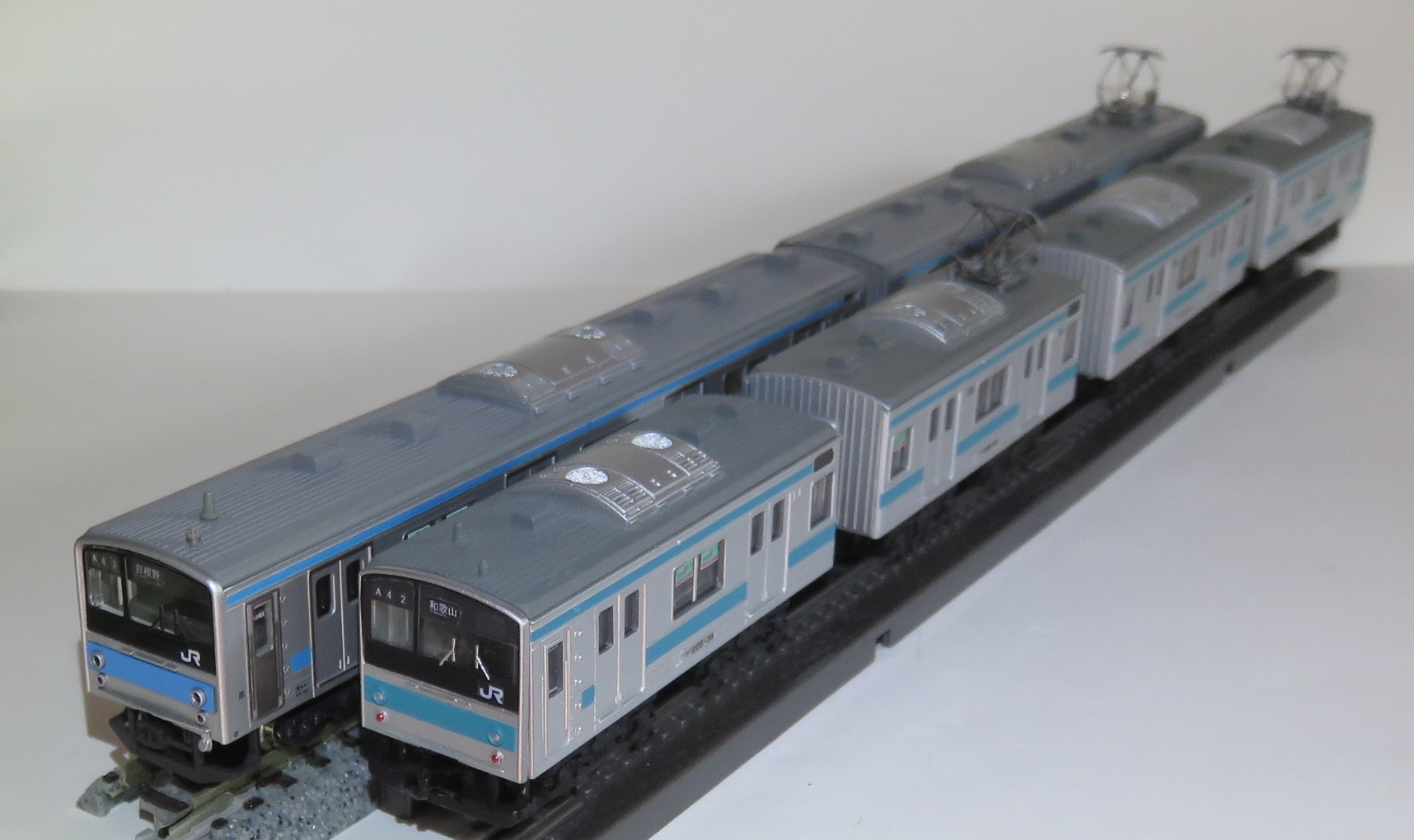
ショーティー車両の代表例、Bトレインショーティー（右）。左はフルスケール車両

ショーティー（英: shorty）は、鉄道模型で長さだけを縮尺より短くした車両模型のこと。短縮型・短縮（化）車両ともいい、また縮尺どおりに作られた模型をフルスケールというのに対し、ショートスケールともいわれる。

## 利点
短縮化により小半径のカーブ通過が容易になり、小スペースでの運転が可能になる。また、フルスケールの車輌に比べて列車の編成が短くできる＝同じ長さでより多くの車輌が連結できるという利点がある。短縮化によって構造の簡略化、例えばボギー車の二軸車化などをすることにより、価格の低減を狙った製品も多い。

## 実際の製品
ショーティーの製品は鉄道模型・鉄道玩具の黎明期から、ティンプレートの製品に多く見受けられたが、後に実物に忠実なフルスケール製品が好まれる傾向が強くなり、主流から外れた。ライオネルのOゲージやレーマンのGゲージなどは、かつてのティンプレート製品の雰囲気を今に伝える製品である。また、メルクリンやフライシュマンのように走行性を重視するメーカーでは、リアリティと「走る鉄道模型」の両立を図ってショーティーを採用している。ただし、メルクリンではフルスケール志向の愛好者の声に応え、製品によってはフルスケールモデルを発売している。1980年代まではアサーンやロコなどから数多くのショーティーモデルが製品化されていたが、1990年代以後は減少傾向となり、フルスケールモデルが主流となってきている。
日本においては、Oゲージや16番ゲージの本格的なフルスケールモデルが高価であった時代、年少者・初心者向けとして、カツミなどのメーカーからショーティー車両（例えばEF66を二軸車にしたEB66）とコントローラー、線路が組み合わされた入門セットが出回っていた。1980年代以降、鉄道模型の主流がNゲージに移行すると小半径を通過可能なフルスケールモデルが安価で購入できるようになり、ショーティーモデルが製品化されて市場に出回ることはほとんどなくなった。16番ゲージの入門用セットもNゲージの台頭とともに姿を消したことから、ショーティーモデルの製品の供給は途絶えた。その後、2002年にバンダイが車体の長さを60mm程度に短縮したBトレインショーティーを発売して以降、Nゲージでもショーティーモデルが一つのジャンルとして定着した。さらに、2015年にはトミーテックがはこてつを発売したが、これは車両を立方体サイズにまで短縮したものである。無地のプラスチック製車体に付属のシールを貼り付けて車両を作る簡単なキット形式で、足回りを別売の動力ユニットに変えることで自走もさせられる。第1弾では、E5系、E6系、W7系、683系、E231系、EF81、国鉄24系客車が、第2弾では、西武30000系、京阪新3000系、京急2100形、西鉄3000形が発売された。なお、はこてつでは流線型の新幹線も立方体の形をしている。
2018年にはZゲージのショーティー製品としてロクハンからZショーティーが発売された。
2021年にはNゲージのショーティー化商品で企画室ねこまたからますこっとれいんが発売予定。
また、プラレールは一般的に鉄道玩具に分類されるが、その車輌はショーティーモデルの一種と見ることもできる。